# أوريانا ساباتيني
أوريانا ساباتيني (بالإسبانية: Oriana Sabatini) هي مغنية وكاتبة أغاني وعارضة وممثلة أرجنتينية، ولدت في 19 أبريل 1996 في بوينس آيرس في الأرجنتين.

## وصلات خارجية
- أوريانا ساباتيني على موقع IMDb (الإنجليزية)
- أوريانا ساباتيني على موقع ميوزك برينز (الإنجليزية)
- أوريانا ساباتيني على موقع ديسكوغز (الإنجليزية)
- أوريانا ساباتيني على موقع كينوبويسك (الروسية)